# Nationalliga A (Eishockey) 1967/68
Die Saison 1967/68 war die 30. reguläre Austragung der Nationalliga A, der höchsten Schweizer Spielklasse im Eishockey. Zum ersten Mal in seiner Vereinsgeschichte überhaupt wurde der HC La Chaux-de-Fonds Schweizer Meister, während der Grasshopper-Club in die NLB abstieg.

## Modus
In einer gemeinsamen Hauptrunde spielte jede der acht Mannschaften in vier Spielen gegen jeden Gruppengegner, wodurch die Gesamtanzahl der Spiele pro Mannschaft 28 betrug. Der Erstplatzierte der Hauptrunde wurde Meister, während der Letztplatzierte in die NLB abstieg. Für einen Sieg erhielt jede Mannschaft zwei Punkte, bei einem Unentschieden einen Punkt. Bei einer Niederlage erhielt man keine Punkte.

## Hauptrunde

### Abschlusstabelle
| Pl. | Team                 | Sp. | S  | U | N  | Tore   | Pkt. |
| --- | -------------------- | --- | -- | - | -- | ------ | ---- |
| 1.  | HC La Chaux-de-Fonds | 28  | 22 | 2 | 4  | 147:67 | 46   |
| 2.  | HC Servette Genève   | 28  | 17 | 5 | 6  | 130:97 | 39   |
| 3.  | EHC Kloten           | 28  | 14 | 6 | 8  | 130:96 | 34   |
| 4.  | EHC Visp             | 28  | 10 | 6 | 12 | 77:93  | 26   |
| 5.  | SC Langnau           | 28  | 9  | 6 | 13 | 80:85  | 24   |
| 6.  | HC Davos             | 28  | 11 | 1 | 16 | 93:111 | 23   |
| 7.  | Zürcher SC           | 28  | 8  | 1 | 19 | 74:147 | 17   |
| 8.  | Grasshopper-Club     | 28  | 6  | 3 | 19 | 78:113 | 15   |